# النجمة الشهيرة
النجمة الشهيرة (بالكورية: 셀러브리티) هو مسلسل تلفزيوني كوري جنوبي، بطولة بارك غيو يونغ، كانغ مين هيوك ، لي تشونغ آه ، لي دونغ-جون، وجون هيو سيونغ. تم اصداره على نتفليكس في 30 يونيو 2023.

## ملخص
يصور المسلسل الرغبات والغموض المحيطة بالأشخاص الذين أصبحوا مؤثرين على وسائل التواصل الاجتماعي، ويعيشون كما يسمى بالمشاهير والأشخاص الذين يحسدونهم.

## طاقم

### رئيسي
- بارك جيو-يونغ في دور سيو آه-ري: أحد المشاهير البارزين والمؤثرين في وسائل التواصل الاجتماعي.[3]
- كانغ مين هيوك في دور هان جون-كيونغ: ابن تكتل من الجيل الثالث، الذي تتشابك حياته مع آه-ري.[3]
- لي تشونغ آه في دور يون سي هيون: زوجة تاي جيون.[4]
- لي دونغ جون في دور جين تاي-جيون: صديق آه-ري القديم وزوج سي-هيون الذي يشغل منصب الرئيس التنفيذي لشركة المحاماة تايكانغ.[5]
- جون هيو سيونغ في دور أوه مين-هيي: زميل آه-ري في المدرسة الثانوية وهو مؤثر في وسائل التواصل الاجتماعي.[3]

### ظهور خاص
- لي جون-هو[6]
- هان إيون-غونج[7]

## الإنتاج
المسلسل من كتابة كيم يي يونغ التي كتبت مسلسل يي-سان (2007)، دونغ يي (2010)، هاي-تشي (2017). ومن انتاج استوديو دراغون، كيم جونغ-هاك لإنتاج، هاو بيكتشرز. وهي سلسلة أصلية لصالح نتفليكس.

## روابط خارجية
- النجمة الشهيرة على موقع IMDb (الإنجليزية)
- النجمة الشهيرة على موقع روتن توميتوز (الإنجليزية)
- النجمة الشهيرة على موقع نتفليكس (الإنجليزية)
- النجمة الشهيرة على موقع فيلمافينيتي (الإسبانية)
- النجمة الشهيرة على موقع ألو سيني (الفرنسية)
- النجمة الشهيرة على موقع قاعدة بيانات الفيلم (الإنجليزية)
- النجمة الشهيرة على هانسينما